# Wirtgen

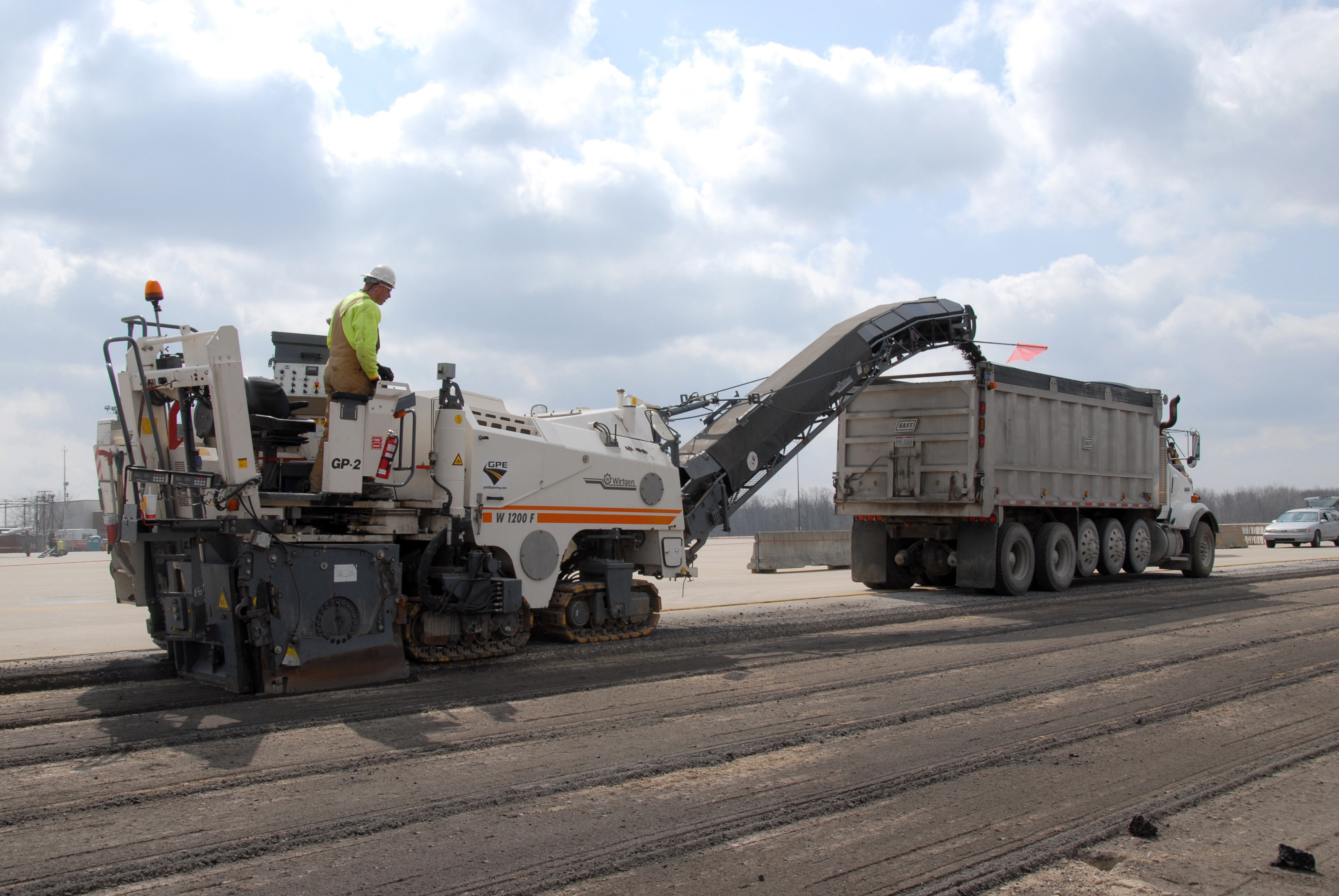
Дорожная фреза производства Wirtgen за работой

Wirtgen GmbH — немецкая машиностроительная компания, производитель машин и оборудования для строительства и обслуживания дорог. Образована в 1961 году. Штаб-квартира расположена в Виндхагене Германии, в 30 км к югу от Бонна. В состав компании входит фирма Hamm AG.
Wirtgen производит холодные фрезы, стабилизаторы грунта, холодные и горячие ресайклеры, бетоноукладчики, карьерные комбайны и др.